# کاج گل‌ریز
کاج گل‌ریز (نام علمی: Pinus parviflora) نام یک گونه از سرده کاج است.

## نگارخانه

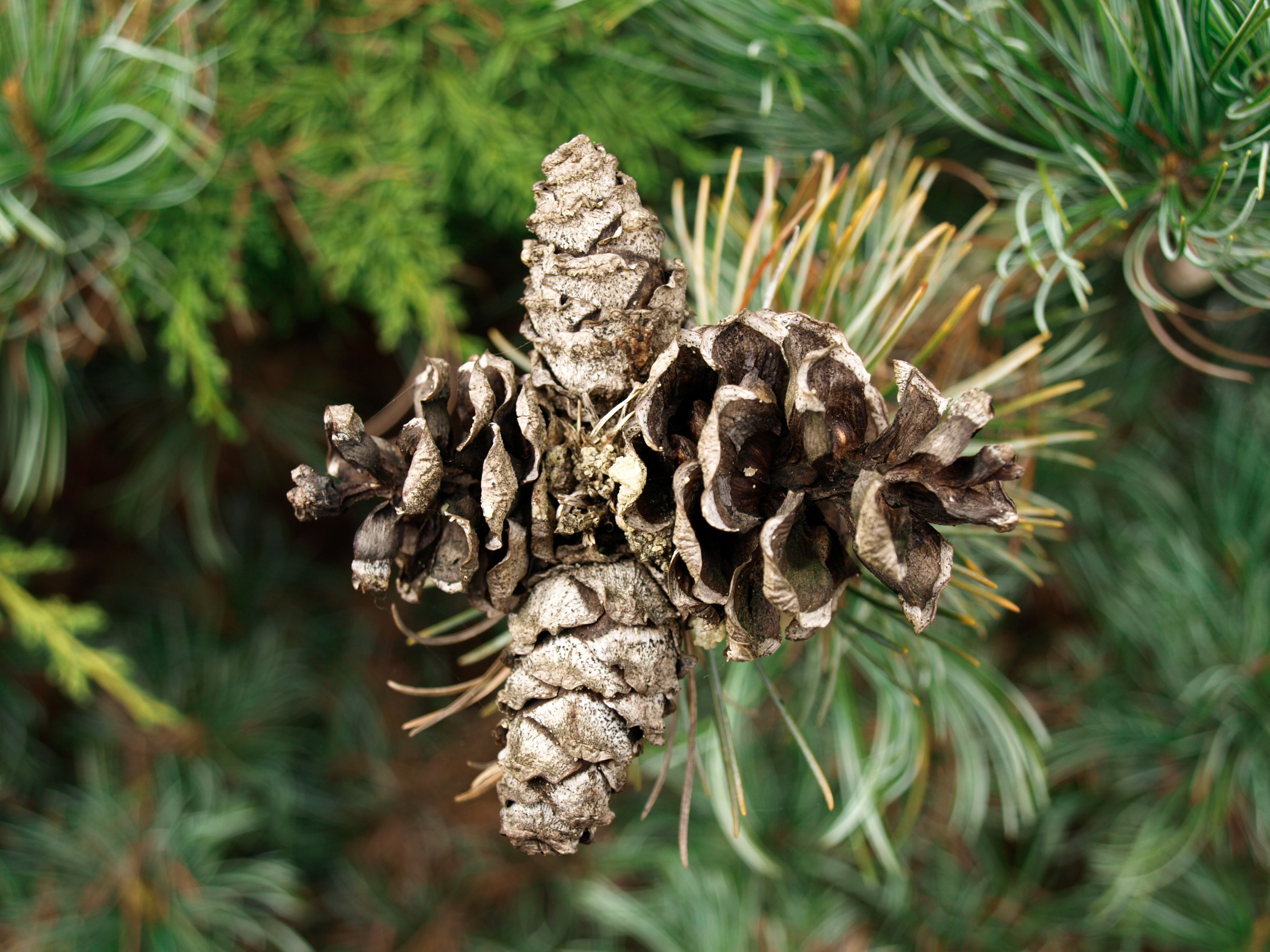
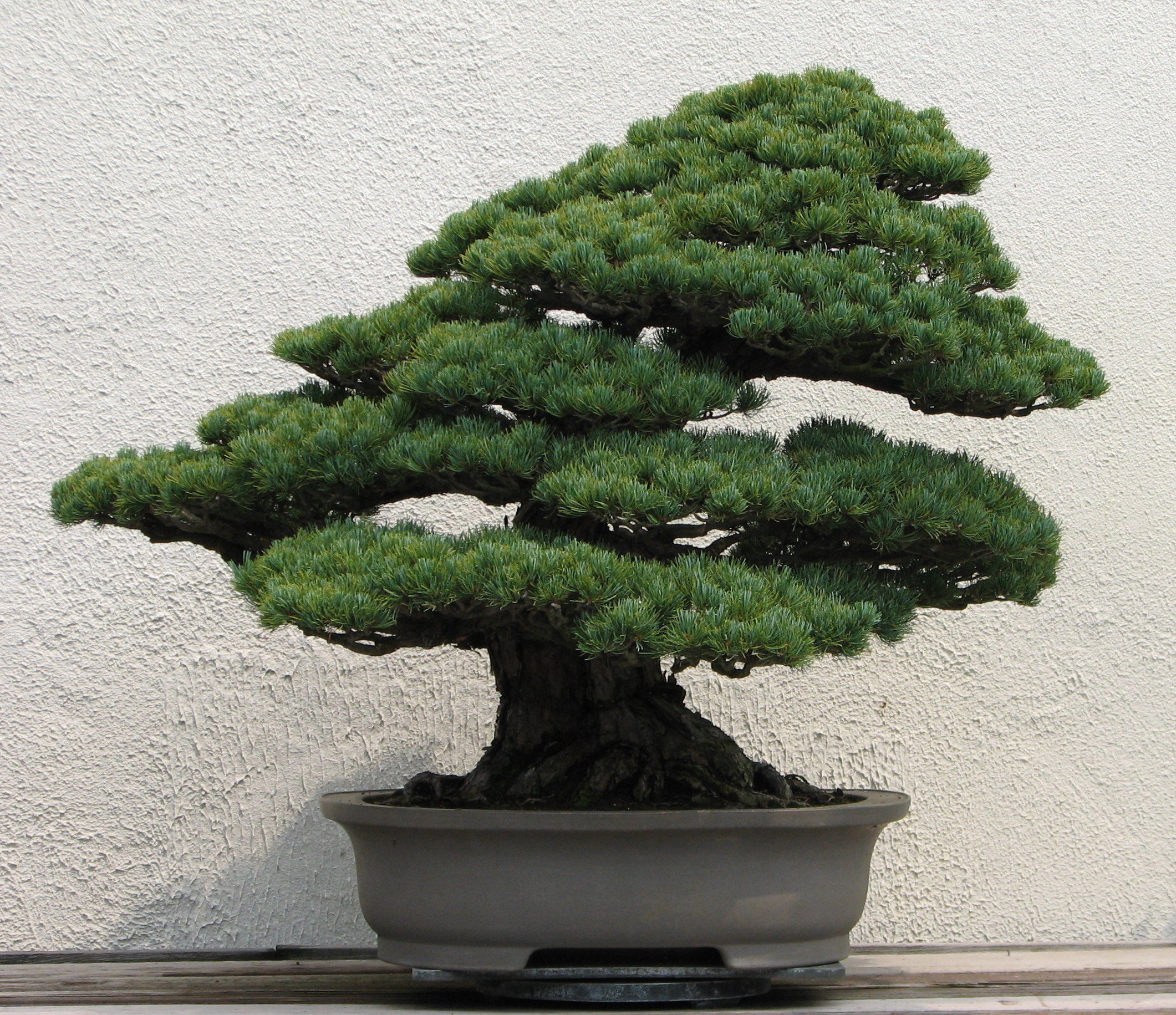